# Grammy Award for Best New Classical Artist
Der Grammy Award for Best New Classical Artist, auf Deutsch „Grammy-Auszeichnung für den besten neuen klassischen Künstler“, ist ein Musikpreis, der 1964 bis 1966 und 1986 von der amerikanischen Recording Academy im Bereich der klassischen Musik verliehen wurde.

## Geschichte und Hintergrund
Die seit 1959 verliehenen Grammy Awards werden jährlich in zahlreichen Kategorien von der Recording Academy in den Vereinigten Staaten vergeben, um künstlerische Leistung, technische Kompetenz und hervorragende Gesamtleistung ohne Rücksicht auf die Album-Verkäufe oder Chart-Position zu würdigen.
Eine dieser Kategorien war der Grammy Award for Best New Classical Artist. Der Preis wurde 1964 bis 1966 zunächst unter der Bezeichnung Grammy Award for Most Promising New Classical Recording Artist sowie 1986 vergeben.

## Gewinner und Nominierte

### 1964–1966
| Jahr | Gewinner      | Nationalität       | Werk | Nominierte | Bild des/der Gewinner(s) |
| ---- | ------------- | ------------------ | --- | ---------- | ------------------------ |
| 1964 | André Watts   | Vereinigte Staaten | Franz Liszt: Konzert Nr. 1 für Piano und Orchester (mit Leonard Bernstein als Dirigent der New Yorker Philharmoniker) |            |                          |
| 1965 | Marilyn Horne | Vereinigte Staaten | The Age of Bel Canto: Operatic Scenes (mit Richard Bonynge, Dirigent)                                                 |            |                          |
| 1966 | Peter Serkin  | Vereinigte Staaten | Bach: Goldberg Variationen                                                                                            |            |                          |

### 1986
| Jahr | Gewinner           | Nationalität       | Werk | Nominierte                                                                          | Bild des/der Gewinner(s) |
| ---- | ------------------ | ------------------ | --- | ----------------------------------------------------------------------------------- | ------------------------ |
| 1986 | Chicago Pro Musica | Vereinigte Staaten | Igor Strawinsky: L' histoire du Soldat – William Walton: Façade mit Rosalind Plowright und dem Dirigenten Esa-Pekka Salonen | - Sarah Brightman für Andrew Lloyd Webbers Requiem - Brian Slawson für Bach on Wood |                          |